# Hans Appenzeller

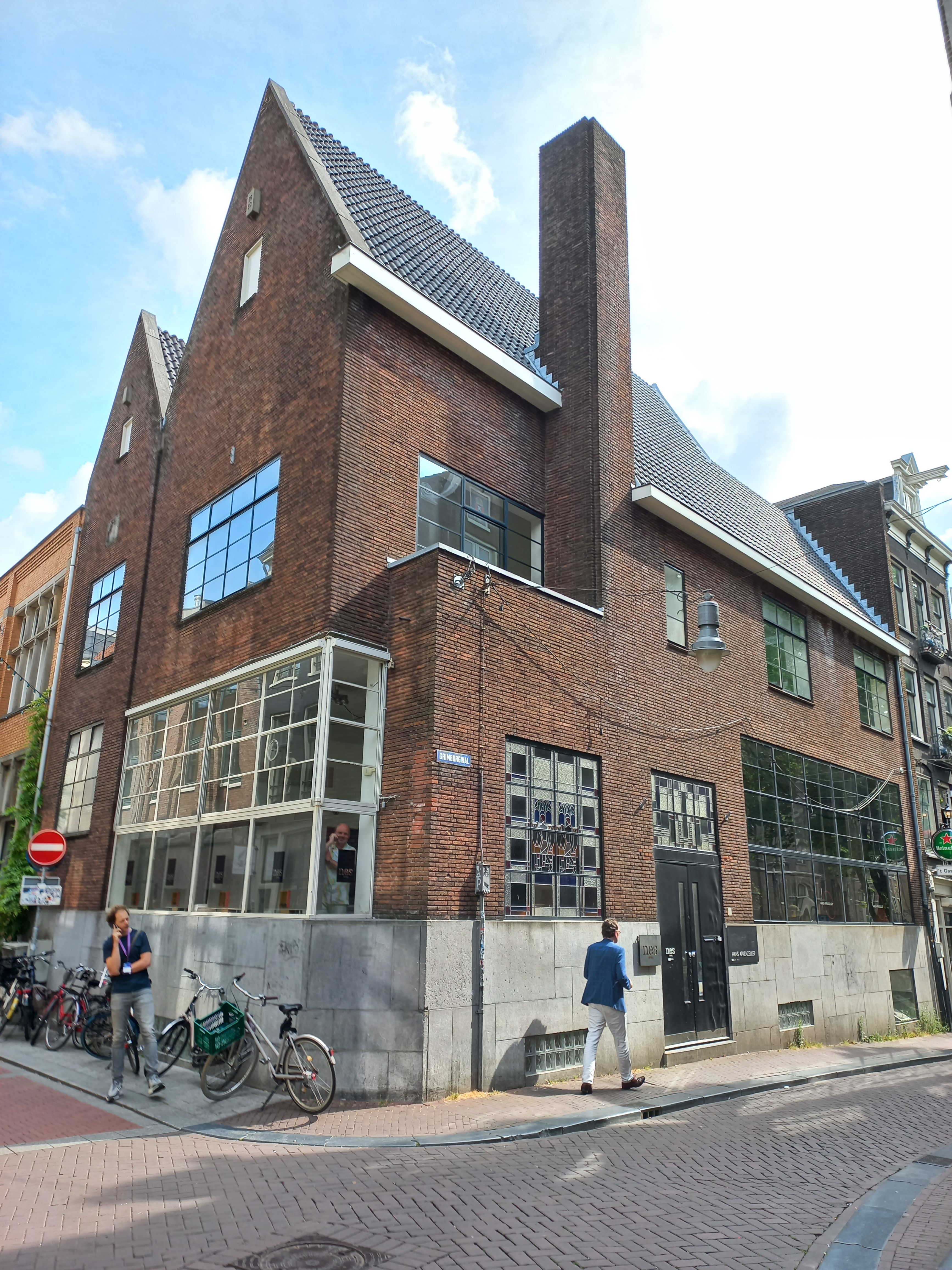
Grimburgwal 1-5 met Appenzeller achter glas (juni 2023)

Hans Appenzeller (Amsterdam, 21 april 1949) is een Nederlands beeldend kunstenaar die bekendheid verwierf als sieraadontwerper en als galeriehouder.

## Biografie
Appenzeller is opgeleid aan de Gerrit Rietveld Academie te Amsterdam (1966-1970).
Op 20 september 1969 werd Galerie Sieraad, die Appenzeller samen met Lous Martin te Amsterdam had, geopend door Wim Crouwel. Het was de eerste galerie in Nederland gespecialiseerd in het sieraad. De galerie was aanvankelijk gevestigd aan de Herengracht 242 en verhuisde later naar Singel 406. In de galerie werd gestreefd naar een permanent overzicht van recent werk van Nederlandse edelsmeden en sieraadontwerpers. Er was veel aandacht voor het gebruik van nieuwe materialen zoals kunststof. Traditionele materialen als goud en zilver uit het juweliersgenre werden in de galerie niet gemeden, maar golden wel als verdacht. Op 1 maart 1975 werd de galerie officieel gesloten.
In de jaren 70 van de twintigste eeuw vervaardigt Appenzeller sieraden van ongebruikelijke materialen als rubber en aluminium. In 1974 opent Appenzeller zijn eigen winkel. Vanaf 1975 is de winkel gevestigd in een pand van de hand van de Nederlandse architect Hendrik Willem van Kempen (1899-1984) aan de Grimburgwal 1-5 te Amsterdam. In de winkel is zowel oud als nieuw werk te zien. Naast sieraden maakt Appenzeller ook gebruiksvoorwerpen.
Appenzeller geeft les aan de Academie voor Beeldende Vorming te Amersfoort.